# David Oliver Cauldwell
David Oliver Cauldwell (Cleveland, 17 giugno 1897 – El Paso, 30 agosto 1959) è stato un sessuologo statunitense noto per aver coniato il termine "transessuale".
Molte delle sue monografie su sesso, psicologia o salute sono state pubblicate da Emanuel Haldeman-Julius nella collana Big Blue Books. Era l'editore del dipartimento domande e risposte della rivista Sexology. Cauldwell e Harry Benjamin erano le "prime due e importanti voci americane sulla transessualità".

## Biografia

### Primi anni di vita e istruzione
Era nato il 17 giugno 1897 a Cleveland, Ohio, da Gilbert Cauldwell, un chirurgo; e Virginia Oliver-Wright. Cauldwell riferisce di avere avuto un interesse per l'anatomia sessuale sin dall'infanzia. Ha studiato medicina al Chester College of Medicine and Surgery (in seguito fuso con la Loyola University di Chicago) e all'Universidad Nacional Autónoma de México.

### Carriera
Dopo diversi anni come medico generico privato, Cauldwell divenne un ufficiale medico associato del Dipartimento di Guerra; come chirurgo a contratto per l'esercito e come neuro-psichiatra per il Dipartimento della Guerra. Nel 1945 Cauldwell concluse un corso per diventare uno scrittore su argomenti di salute, in particolare la sessuologia.
Nel 1949 usò il termine transessuale nel suo saggio Psychopathia Transexualis per descrivere le persone il cui sesso assegnato alla nascita era diverso dalla loro identità di genere. Cauldwell distingue il "sesso biologico" dal "sesso psicologico" e vede quest'ultimo come determinato dal condizionamento sociale. Ha negato che esistessero modi di pensare intrinsecamente legati alla biologia maschile o femminile. Soprattutto, a causa di questa visione del genere come materia plastica, e secondariamente a causa dei limiti della scienza medica dell'epoca, considerava la chirurgia di riassegnazione del sesso come una risposta inaccettabile al transessualismo che, invece, sosteneva fosse da trattare come un disturbo mentale. Ha sostenuto l'accettazione dell'omosessualità e del travestimento.

### Morte
Morì il 30 agosto 1959 a El Paso, nel Texas, di cirrosi epatica. Fu sepolto nel cimitero di Evergreen a El Paso, in Texas.

## Letteratura
- Cauldwell, D.O. (1949) Psychopathia transexualis, in: Sexology, 16: 274–280.
- Cauldwell, D.O. (Ed.) (1956) Transvestism: Men in Female Dress, New York: Sexology Corporation.
- Cauldwell D.O. (2001) Desire for Surgical Sex Transmutation: An Insane Fancy of Near Males. – Reprint einer Originalarbeit noto come: Effects of Castration on Men and Women: Accidental, Voluntary and Involuntary Castration Eunuchism and History – Medical Treatment and Aspects by Haldeman-Julius Publications, Girard, Kansas, 1947. Copyright, 1947
- Cauldwell D.O. (2001) Sex Transmutation – Can One's Sex Be Changed? There's But a Thin Genetic Line Between the Sexes, But the Would-be Sex Transmutee Battles Forces More Stubborn Than the Genes – Reprint der Originalarbeit noto come: Sex Transmutation – Can One's Sex Be Changed?, Haldeman-Julius Publications, Girard, Kansas, 1951. Copyright, 1951
- Ekins R., King D. (2001) Pioneers of Transgendering: The Popular Sexology of David O. Cauldwell.
- Ekins R., King D. (2001) David O. Cauldwell on Transsexualism, Transvestism and Related Topics: A Bibliography.
- Hirschfeld, M. (1923) Die intersexuelle Konstitution.